# ГЕС Jiǔdiānxiá
ГЕС Jiǔdiānxiá (九甸峡水电站) — гідроелектростанція на півночі Китаю у провінції Ганьсу. Знаходячись перед ГЕС Liánlù, входить до складу каскаду на річці Таохе, правій притоці Хуанхе.
У межах проекту річку перекрили кам’яно-накидною греблею із бетонним облицюванням висотою 133 метра та довжиною 232 метра. Вона утримує водосховище з об'ємом 943 млн м3 та припустимим коливанням рівня поверхні в операційному режимі між позначками 2166 та 2202 метра НРМ (під час повені до 2205,1 метра НРМ).
Зі сховища через правобережний гірський масив прокладено дериваційний тунель завдовжки 2,2 км з діаметром 9,5 метрів, який подає ресурс до наземного машинного залу. Тут встановлено три турбіни типу Френсіс потужністю по 100 МВт, котрі використовують напір у 125 метрів та забезпечують виробництво 994 млн кВт-год електроенергії на рік.